# Cultura Folsom

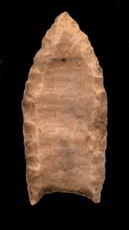
Una punta di freccia della cultura Folsom

La cultura Folsom, nota anche come tradizione Folsom (Folsom Tradition in inglese) è il nome con cui gli archeologi indicano una specifica cultura paleoamericana che occupò la parte centrale dell'America Settentrionale. Il termine fu usato per la prima volte nel 1927 da Jesse Dade Figgins, il direttore del Colorado Museum of Natural History.
Nella loro dieta erano inclusi bisonti, cervi, marmotte ecc.
Si pensa che questa cultura sostituì quella Clovis attorno al 9000-8000 a.C.